# ذي عوادة (المخادر)

تعديل مصدري - تعديل

ذي عوادة محلة تابعة لقرية الافواخ، التابعة لعزلة الشرف بمديرية المخادر إحدى مديريات محافظة إب في الجمهورية اليمنية، بلغ تعداد سكانها 71 حسب تعداد اليمن لعام 2004.